# Anette Rückes
Anette Rückes (República Federal Alemana, 19 de diciembre de 1951) es una atleta alemana retirada, especializada en la prueba de 4x400 m en la que llegó a ser medallista de bronce olímpica en 1972.

## Carrera deportiva
En los JJ. OO. de Múnich 1972 ganó la medalla de bronce en los relevos 4x400 metros, ocn un tiempo de 3:26.51 segundos, llegando a meta tras Alemania del Este y Estados Unidos (plata), siendo sus compañeras de equipo: Inge Bödding, Hildegard Falck y Rita Wilden.